# Palais Pepoli Campogrande
Le Palazzo Pepoli Campogrande, également connu sous le nom de Palazzo Pepoli Nuovo pour le distinguer du Palazzo Pepoli Vecchio opposé, est un bâtiment historique situé au centre de Bologne. Aujourd'hui, c'est une filiale de la Pinacothèque Nationale d'Art, qui a son siège principal via Belle Arti, et des Archives photographiques de la SBSAE de Bologne.

## Histoire
Le palais a été construit à la demande du comte Odoardo Pepoli, qui en 1653 avait reçu le titre de sénateur. Après la mort d'Odoardo en 1680, à partir de 1683, les travaux furent poursuivis par son neveu Ercole et, après la mort de ce dernier en 1707, ils furent poursuivis par Alessandro. Giovanni Battista Albertoni était l'auteur de la façade de la via Castiglione et il est probable qu'il était responsable de la conception du bâtiment, tandis que Giuseppe Antonio Torri a achevé la façade de la via Clavature en 1709. La famille Campogrande en devint plus tard propriétaire et le rez-de-chaussée fut donné par Edvige Campogrande à la municipalité de Bologne dans les années 1970 : aujourd'hui une partie de la Quadreria Zambeccari y est exposée.

## Description

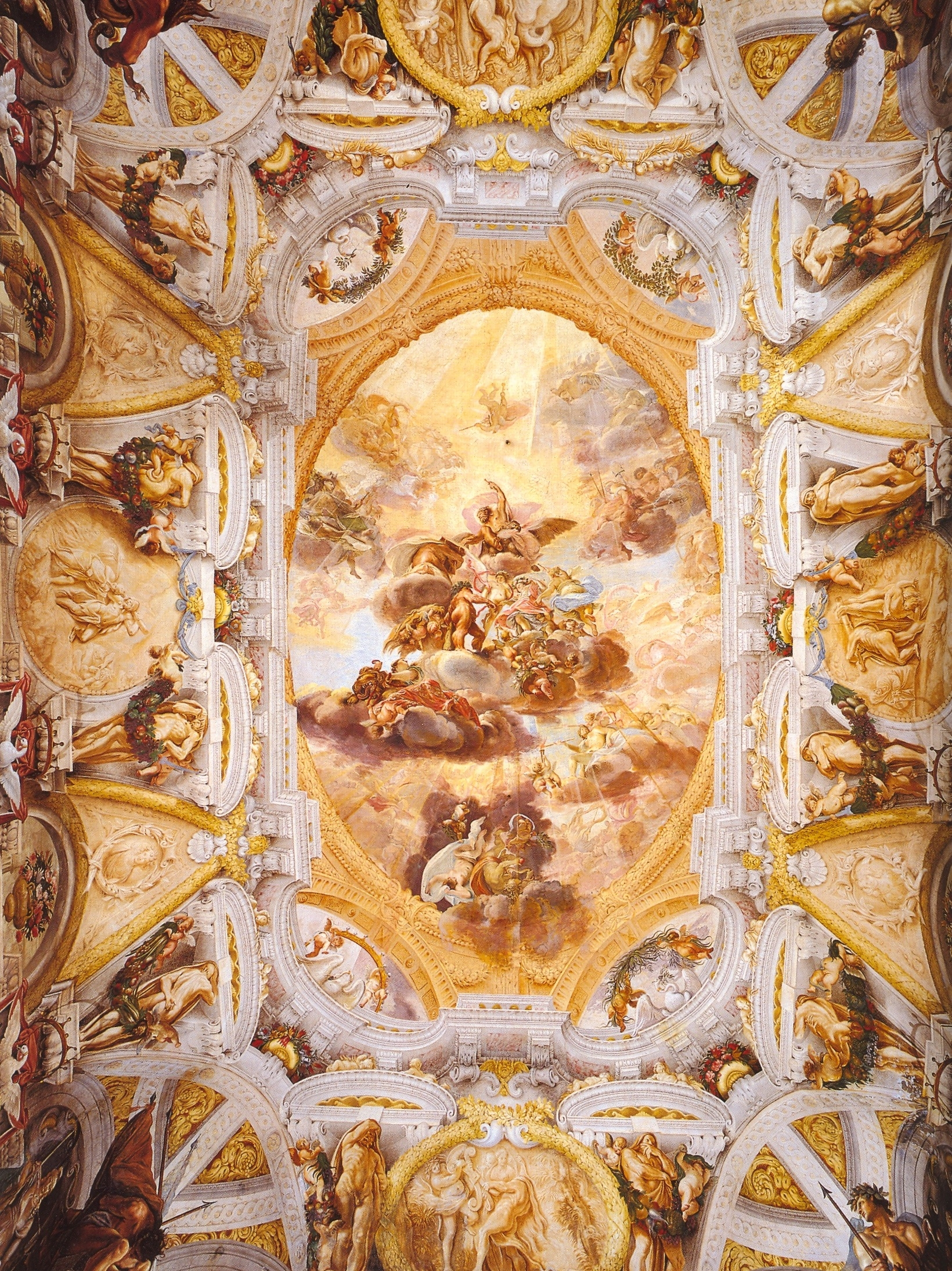
L'Apothéose d'Hercule dans l'Olympe de la salle d'honneur.

Tout l'appareil décoratif est destiné à célébrer la dynastie Pepoli, qui de puissants banquiers au XIVe siècle étaient devenus seigneurs de Bologne. En entrant par le portail rustique, à droite, on trouve le grand escalier (vers 1664) et le hall d'entrée (1690), probablement des œuvres de Gian Giacomo Monti ; sur l'escalier, il y a deux ovales en stuc de Domenico Maria Canuti (1665) qui a représenté les histoires de Taddeo Pepoli. Il peint également la fresque de l'Apothéose d'Hercule dans l'Olympe sur la voûte de la salle principale entre 1669 et 1671, avec la collaboration de Domenico Santi, dit Mengazzino, qui s'occupe des façades architecturales peintes.
La Sala di Felsina adjacente a été décorée en 1690 par les frères Rolli. Le lieu tire son nom de la fresque du Triomphe de Felsina. Dans la Sala delle Stagioni, en revanche, seul Giuseppe Maria Crespi a travaillé, qui a représenté l'épisode du Triomphe d'Hercule entouré des personnifications des quatre saisons au plafond. Plus tard, le même artiste a également peint à fresque le plafond de la salle de l'Olympe. La Sala di Alessandro fut finalement commandée en 1710 par le membre homonyme de la famille Pepoli à Donato Creti, qui peignit Alexandre le Grand coupant le nœud gordien.

Les 4 Saisons.
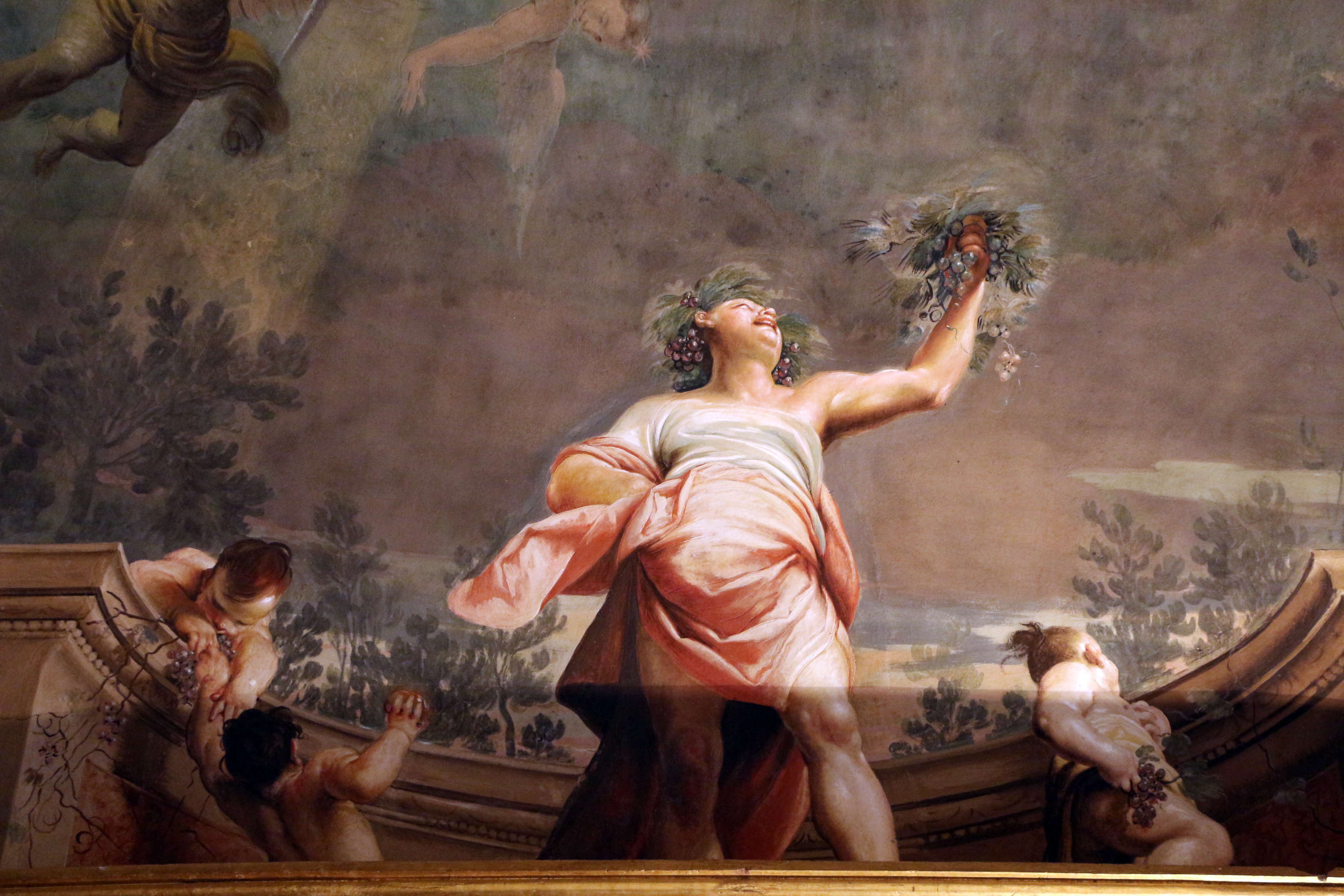
Le Printemps.
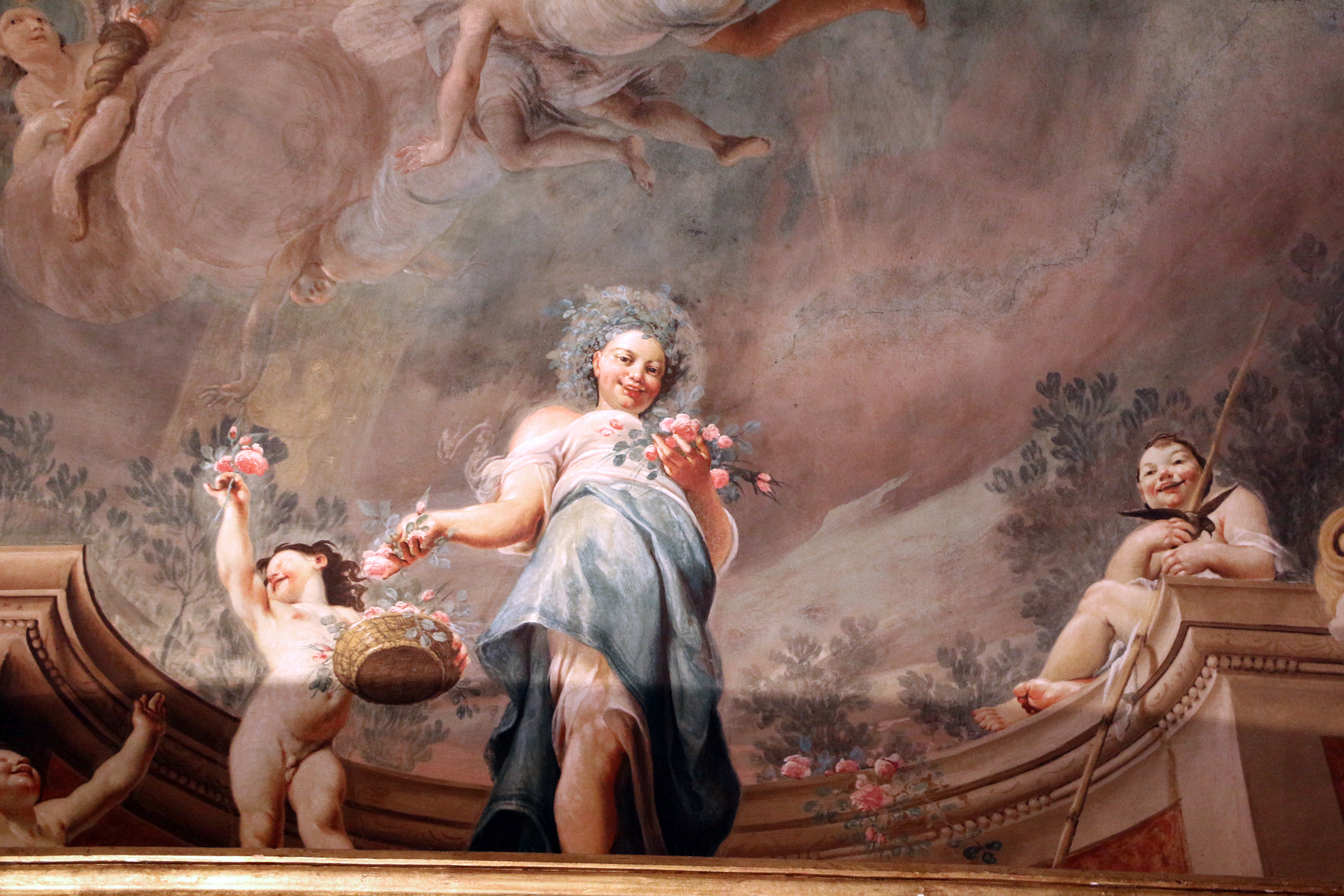
L'Été.
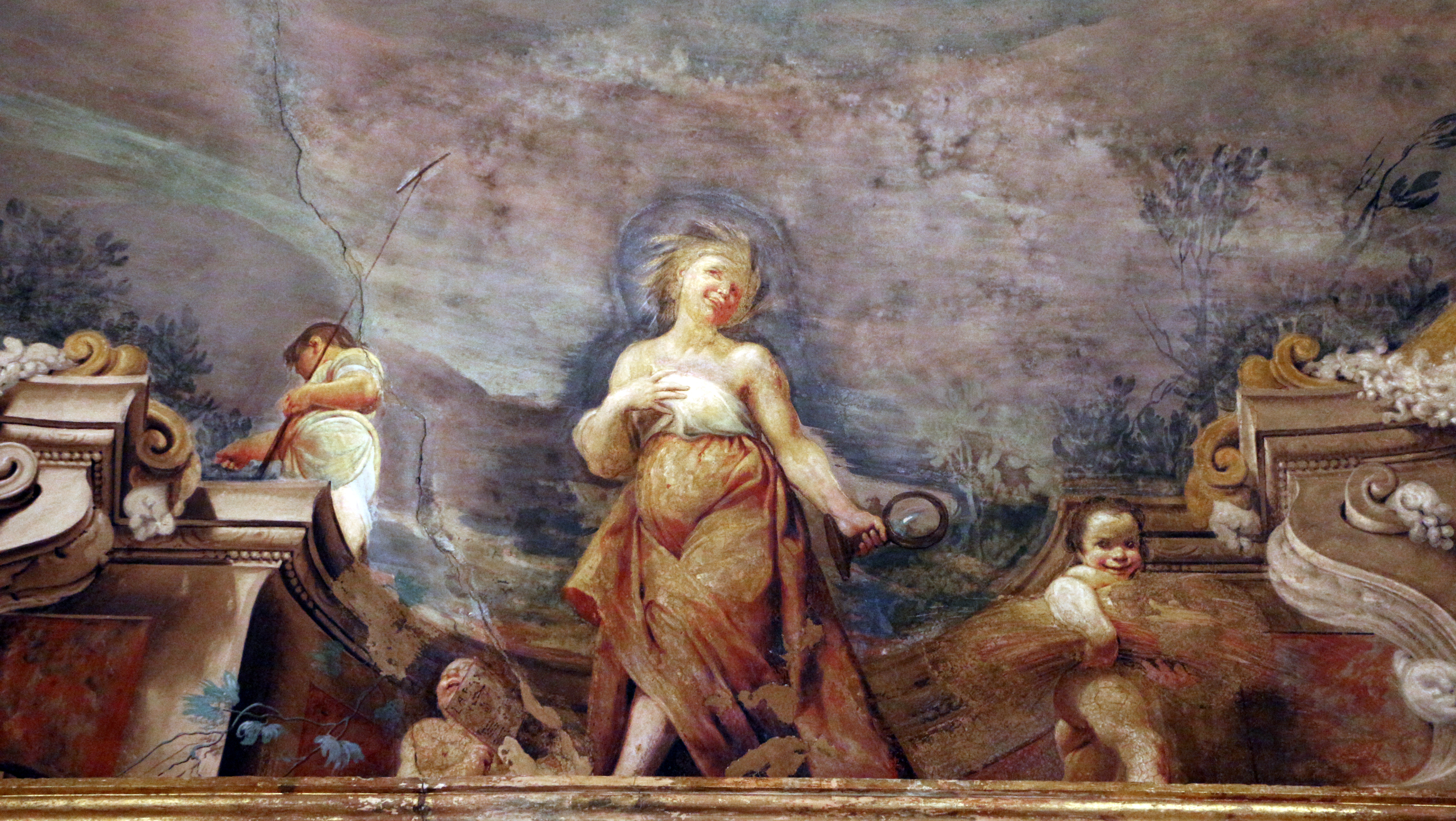
L'Automne.
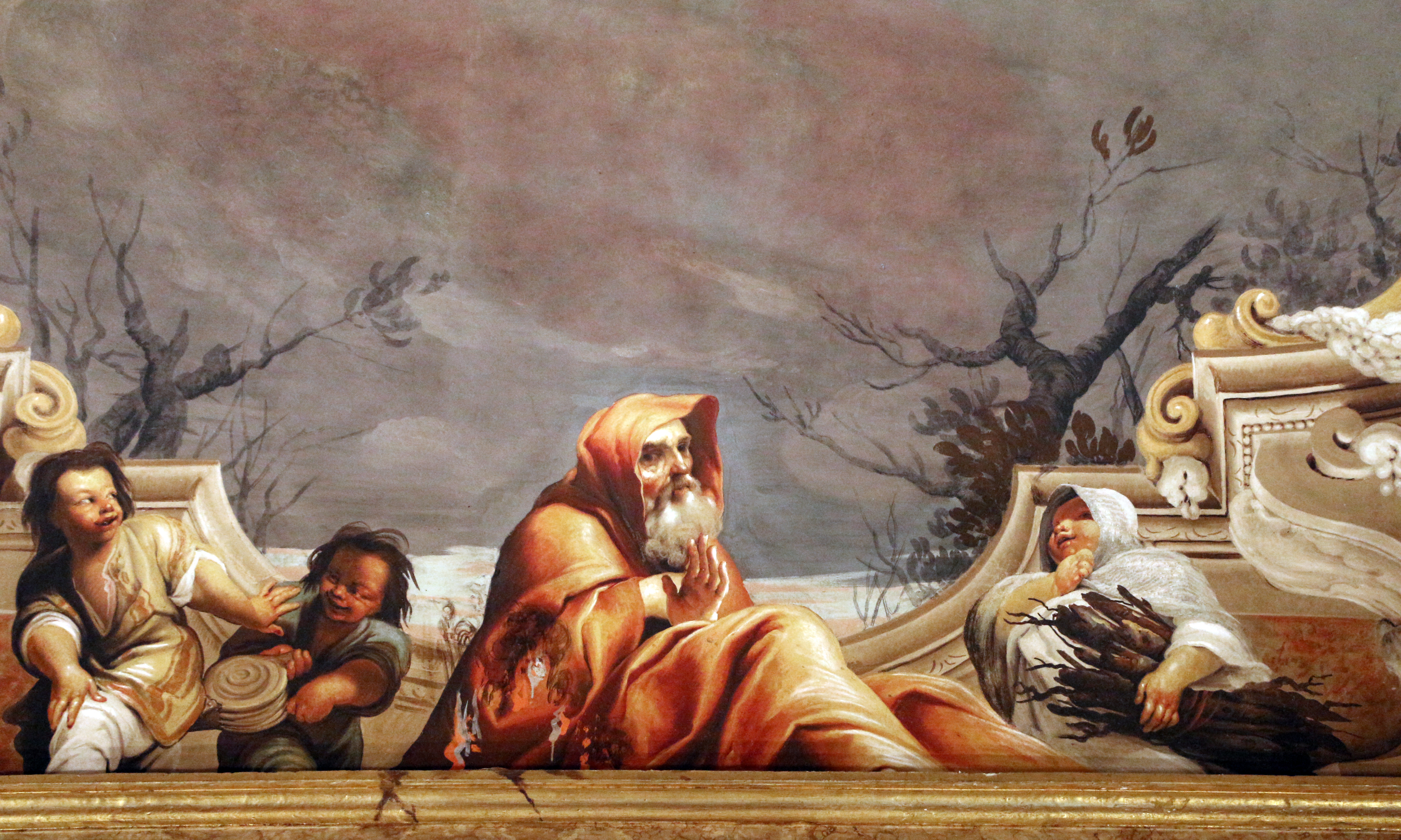
L'Hiver.

## La galerie Zambeccari
Collectée et conservée à l'origine par la famille sénatoriale Zambeccari dans son propre palais, c'est la seule collection aristocratique bolognaise à être restée presque intacte à ce jour. EIle se compose de plus de trois cents peintures, principalement de l'école émilienne, mais aussi d'autres régions italiennes et de Flandre. Destinée à l'usage public en 1788 par Giacomo Zambeccari, elle est entrée dans le patrimoine de la Pinacothèque de Bologne en 1884. Une partie de la galerie est maintenant exposée dans les salles du palais Pepoli Campogrande : parmi les artistes présents, il y a Crespi et Creti, Titien, Ludovico Carracci, Le Guerchin et Palma le Jeune.

## Source
- (it) Cet article est partiellement ou en totalité issu de l’article de Wikipédia en italien intitulé « Palazzo Pepoli Campogrande » (voir la liste des auteurs).